# Trigonopteryx punctata
Trigonopteryx punctata är en insektsart som beskrevs av Toussaint de Charpentier 1841. Trigonopteryx punctata ingår i släktet Trigonopteryx och familjen Trigonopterygidae. Inga underarter finns listade i Catalogue of Life.